# Hidroconformado en caliente
El hidroconformado en caliente consiste en realizar esta técnica a una temperatura superior a la del ambiente. El objetivo principal que se persigue con esta técnica es aumentar la ductilidad y por tanto la conformabilidad de determinados metales gracias al aumento de temperatura de estos antes de ser deformados. En general los metales se hacen más maleables al aumentar su temperatura, y algunos como el aluminio de forma destacada. De hecho, en esta técnica se trabaja a menudo con aleaciones ligeras, pues estos materiales tienen una capacidad menor de conformabilidad que la que poseen los aceros, especialmente a temperatura ambiente. El rango de temperaturas de trabajo es variable, distinguiéndose hidroconformado en frío, hidroconformado a temperaturas medias (warm forming) e hidrocnoformado a alta temperatura (hot forming).
Esta técnica aporta ventajas con respecto al hidroconformado a temperatura ambiente: las velocidades admisibles de deformación son mayores conforme se aumenta la temperatura, la presión de trabajo necesaria del fluido para deformar el metal será menor, y el acabado, la precisión diemnsional y la homogeneidad del material también mejorarán con el hidroconformado en caliente.
Un parámetro importante a tener en cuenta es el fluido de trabajo. Al llevar a cabo la conformación del material a temperaturas superiores a 100 °C el agua deja de ser un fluido válido ya que a partir de esta temperatura se evapora. Para hidroconformado a temperaturas medias (por debajo de la temperatura de recristalización del metal a conformar) se debe trabajar con emulsiones cuyo punto de ebullición sea superior a la temperatura de hidroconformado. Para realizarlo a muy altas temperaturas (600 °C – 900 °C) se debe utilizar fluido gaseoso (A esta técnica se la conoce como: Hot metal gas forming).

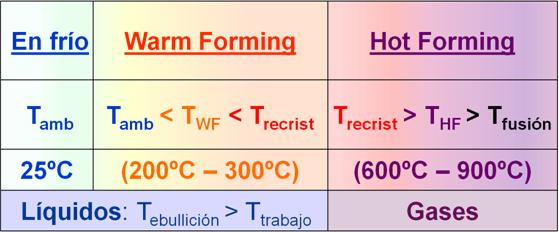
Hidroconformado en caliente.

Lo más delicado y laborioso antes de poder desarrollar el hidroconformado en caliente es el análisis del comportamiento de los materiales a utilizar a temperaturas elevadas. Numerosas variables entran en juego para determinar cuál es la temperatura óptima para desarrollar una determinada pieza con unas propiedades mínimas a partir de un material concreto. Así por ejemplo será importante conocer las temperaturas de recristalización y fusión del material con el que se va a trabajar, la velocidad de deformación óptima, la presión máxima y el ritmo con el que se aumentará esta presión para no dañar la pieza, la distribución de temperaturas a lo largo de la pieza durante el proceso de conformado, las curva tensión-deformación del material, y las posibles concentraciones de tensiones en las zonas críticas del diseño de la pieza a la temperatura establecida. Cabe destacar que mientras que a temperatura ambiente el efecto de endurecimiento del material por deformación en frío tiene gran relevancia en el proceso, cuando se realiza en caliente la variable crítica es la velocidad de deformación del metal.